# Super Crazy

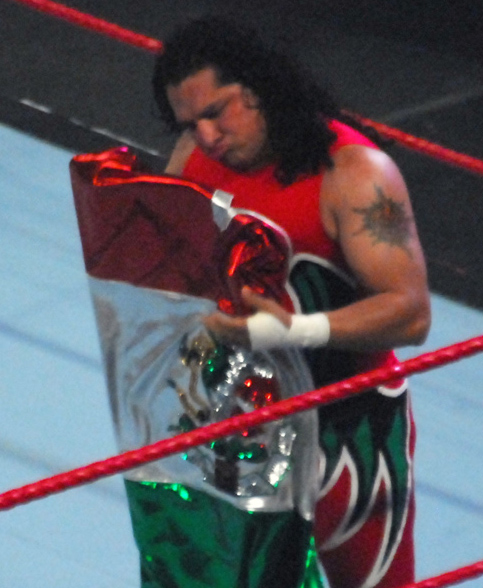
Super Crazy

Francisco Pantoja Islas (nascido em 3 de Dezembro de 1973) é um lutador de wrestling profissional mexicano, mais conhecido pelo seu ring name Super Crazy. Ganhou fama após sua passagem pela para a WWE a onde saiu em 2008. Atualmente trabalha na BWF empresa brasileira.

## No wrestling
- Moves
  - Crazy Bomb
  - Crazysault
  - Mexican Slam ( Backflip Side Slam )
  - Brainbuster
  - Corkscrew slingshot crossbody
  - Crazy Corner Punches
  - Missile dropkick
  - Múltiplas variações de suplex
  - Rope run tornado DDT
  - Running dropkick
  - Spinning wheel kick
  - Tilt-a-whirl backbreaker
  - Hurricanrana
  - German Suplex
  - Superkick

- Themes
  - "El Guerrero Nomad" - ECW
  - "Muy Loco" de Jim Johnston

## Títulos e prêmios
- Extreme Championship Wrestling
  - ECW Television Championship (1 vez)

- International Wrestling Association
  - IWA Hardcore Championship (9 vezes)
  - IWA Intercontinental Heavyweight Championship (2 vezes)
  - IWA World Junior Heavyweight Championship (3 vezes)

- NWA: Extreme Canadian Championship Wrestling
  - NWA Canadian Junior Heavyweight Championship (1 vez)

- Pro Wrestling Illustrated
  - PWI o colocou em #37 dos 500 melhores wrestlers de 1999

- Pro Wrestling ZERO-ONE
  - ZERO-ONE/UPW/WORLD-1 International Junior Heavyweight Championship (1 vez)

- Universal Wrestling Association
  - UWA World Junior Heavyweight Championship (1 vez)
  - UWA World Welterweight Championship (2 vezes)

- Outros Títulos
  - CWA Junior Heavyweight Championship (2 vezes)